# Asplenium douglasii
Asplenium douglasii är en svartbräkenväxtart som beskrevs av William Jackson Hooker och Grev. Asplenium douglasii ingår i släktet Asplenium och familjen Aspleniaceae. Inga underarter finns listade.